# Соловецкий монастырь
Спа́со-Преображе́нский Солове́цкий монасты́рь — ставропигиальный мужской монастырь Русской православной церкви, расположенный в посёлке Соловецком Приморского района Архангельской области на Соловецком острове в Белом море.
Возник в 1420—1430-х годах, отстроен в камне трудами святителя Филиппа, в допетровское время числился среди крупнейших землевладельцев государства. В 1669—1676 годах был осаждён царскими войсками как один из очагов сопротивления никонианским преобразованиям.
При советской власти на территории монастыря действовал первый в стране лагерь особого назначения, также создан Соловецкий музей-заповедник, реорганизованный в 1974 году в Соловецкий государственный историко-архитектурный и природный музей-заповедник. Монашеская жизнь возобновлена 25 октября 1990 года.
В 1992 году комплекс памятников Соловецкого музея-заповедника был внесён в список Всемирного наследия ЮНЕСКО, в 1995-м — в Государственный свод особо ценных объектов культурного наследия народов Российской Федерации.

## История
Первое монашеское поселение возникло в 1429 году, когда здесь обосновались преподобные Савватий и Герман, проведшие на острове в уединении шесть лет. В 1436 году, после смерти Савватия, на остров прибыл Зосима, основавший здесь обитель и две деревянные церкви — Преображения Господня и Николая Чудотворца. Архиепископ Иона прислал сюда игумена Павла, которого в 1442 году сменил игумен Зосима. В 1485 и 1538 годах здесь были сильные пожары, в результате, в 1552 году было начато каменное строительство церквей, а в 1590—1594 годах отстроена оборонительная гранитная стена. В 1651 году вместо игуменства была учреждена архимандрия. До марта 1682 года, когда была учреждена Холмогорская епархия, монастырь находился в пределах Новгородской епархии.
Расцвет обители в XVI веке связан с деятельностью игумена Филиппа Колычёва, избранного в 1548 году монастырским собором и возведённым в сан игумена новгородским архиепископом Феодосием. Игумен Филипп положил много труда по внутреннему и внешнему благоустройству обители. Большие денежные вклады от царя и других благотворителей дали возможность выстроить два больших храма: в честь Успения Пресвятой Богородицы и Преображения Господня. В последний были перенесены мощи основателей монастыря — святых Зосимы и Савватия. Благодаря данному царём праву беспошлинной торговли солью и образцовой хозяйственной деятельности игумена Филиппа монастырь сделался богатейшим промышленным и культурным центром северного Поморья. Филипп устроил сеть каналов между многочисленными озёрами на Соловецком острове, поставил на них мельницы, соорудил ряд новых хозяйственных построек, увеличил хозяйственный инвентарь; на поморских землях увеличилось число соляных варниц, был организован первый в Корельском уезде железоделательный оружейный завод на берегу реки Пялы.
Своей праведной жизнью соловецкий игумен стяжал всеобщее уважение, и слава о нём и о его жизни распространилась так далеко, что достигла царя Ивана Грозного, который вызвал Филиппа из Соловецкой обители и предложил занять кафедру митрополита Московского.
В конце XVI века в Соловецком монастыре начинает вестись летописание. Соловецкий летописец повествует, в частности, о событиях с начала построения обители, о её основателях, Зосиме, Савватии и Германе. Далее в тексте, расположенном по годам смены игуменов, сообщаются сведения о монастырском строительстве, царских пожалованиях монастырю, Соловецком восстании 1667—1676 годов, посещении монастыря Петром I. Последнее известие относится к 1759 году, о смерти архиепископа Архангелогородского и Холмогорского Варсонофия. В одной из редакций летописец продолжен до 1814 года, последним известием является сообщение о вывозе из монастыря артиллерии и орудий в Новодвинскую крепость.

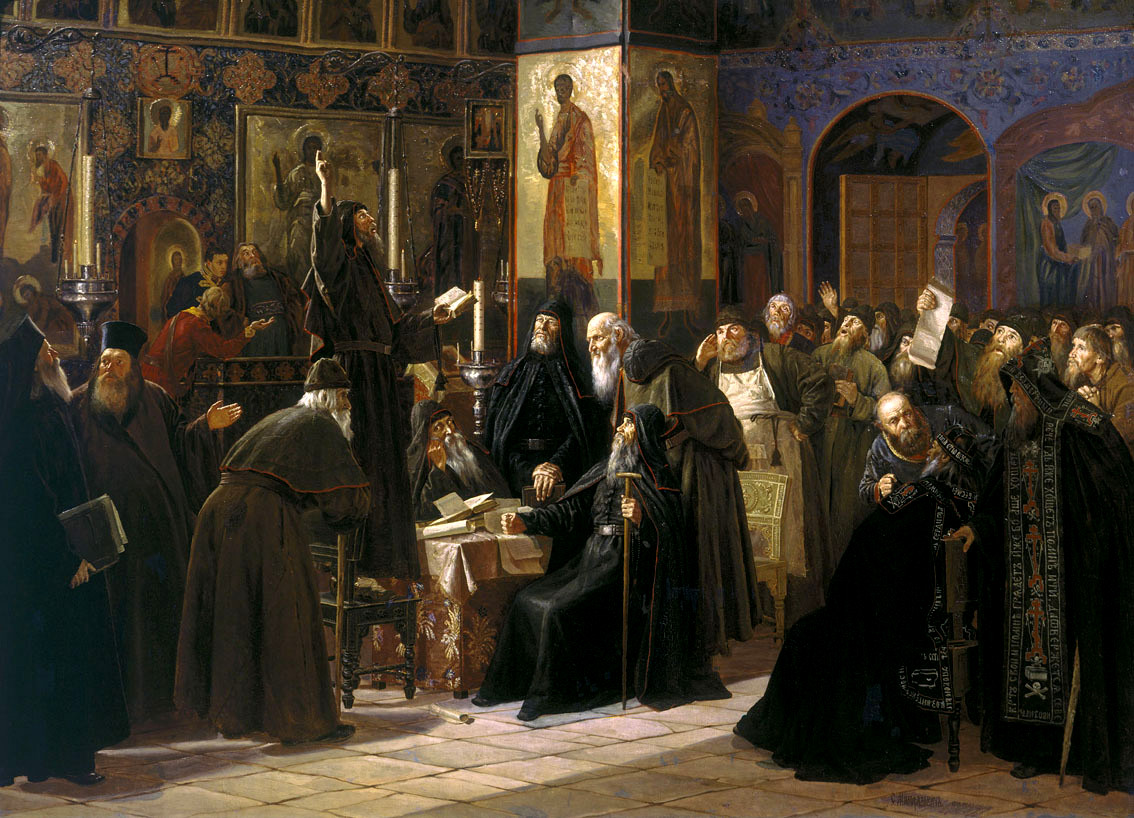
Чёрный собор. Восстание Соловецкого монастыря против новопечатных книг в 1666 году. Сергей Милорадович. 1885. Государственная Третьяковская галерея

5 августа 1621 года в Соловецкий монастырь пришла царская грамота, в которой говорилось, что, поскольку Соловки «место украинное» (окраинное), монастырь необходимо укрепить, соорудить каменные жилые дома для служилых людей и надлежало «ров около Соловецкого города, который почат выкладывати каменем… докопати, и каменем выстлати и чеснок побити».
Будущий патриарх Никон в возрасте 30 лет принял постриг в 1635 году со своим именем в Свято-Троицком Анзерском скиту Соловецкого монастыря. Через какое-то время преподобным Елеазаром Анзерским, начальным старцем скита, в число обязанностей Никона было включено совершение литургий и заведование хозяйственной частью. Но в 1639 году, вступив в конфликт с Елеазаром, Никон бежал из скита и был позже принят в Кожеозерский монастырь.
Церковную реформу патриарха Никона монастырь осудил как ересь. Противостояние приняло форму осады (т. н. Соловецкое сидение), которая продлилась с 1668 по 1676 год. В 1676 году крепость была взята в результате предательства одного из монахов. Почти все мятежные монахи были убиты. Бальтазар Койэтт, приехавший в Архангельск в 1675 году в составе голландского посольства, в воспоминаниях записал рассказ лоцмана, что монастырь осаждали 10 тысяч стрельцов и что монахи, имея 300 орудий и припасов на 30 лет, храбро защищались. Однако впоследствии голландцы узнали, что монастырь был захвачен, так как большая часть монахов разбежалась.

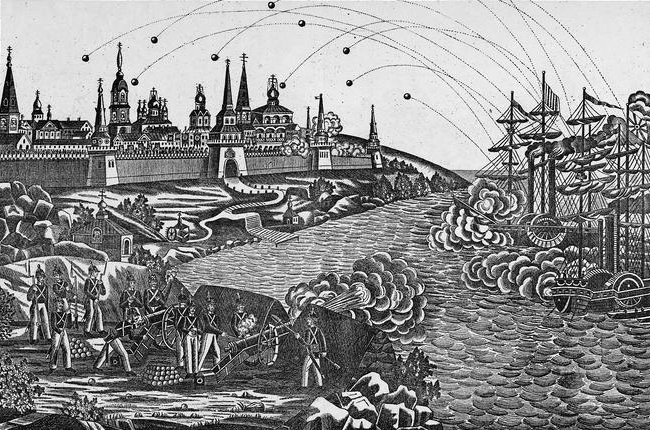
Нападение англичан на Соловецкий монастырь. Лубочная картинка 1868 года

В монастыре процветали ремёсла: он владел солеварнями, кузницами; монахи и послушники ловили и разводили рыбу, добывали зверя, выращивали овощи. Особого расцвета хозяйство монастыря достигло при игумене Иринархе (1613—1626).
В те же времена монастырь боролся за природные ресурсы. В середине XVII века монастырь получил во владение деревню Удор около Серёговского соляного промысла (в 770 км от Соловков) на реке Выми (ныне Республика Коми). Для основания промысла соли руководство монастыря направило в Серёгово троих полномочных представителей. Вместе с ними прибыли 170 человек, включая 50 стрельцов. Между Соловецким монастырём и купцом Филатьевым (в 1678 году открыл небольшой промысел соли), с одной стороны, и местным солеваром Панкратьевым, с другой стороны, началась «война», описанная в челобитной второй стороны так: «… из луков стреляли и бердышами рубили, и рогатинами кололи и человека его Ивашка Якимова застрелили до смерти, четырёх человек ранили и рабочих 5 дворов сожгли». Панкратьев в Москве сумел возбудить судебное дело против конкурентов, добился смены яренского воеводы (покровителя Филатьева), нанял и отправил в Серёгово 20 «своих» устюжских стрельцов. После этого промысел Филатьева пришёл в упадок, а Соловецкий монастырь отказался от своих притязаний на добычу соли. В честь этой победы в «войне» владельца завода Панкратьева со стрельцами Соловецкого монастыря и людьми Филатьева в 1684 году был поставлен крест на берегу реки.
Наряду с Кемью Соловецкий монастырь представлял собой важную приграничную крепость с гарнизоном и артиллерией. К XVII веку в монастыре было около 350 монахов, 600—700 послушников и крестьян. Дважды, 7 июля 1694 года и 10 августа 1702 года, монастырь посещал царь Пётр Алексеевич, а в июне 1844 — князь Константин Николаевич. После посещения монастыря Пётром I к Соловецкому было приписано ещё несколько монастырей, включая Краснохолмскую пустынь в Подмосковье. В 1765 году монастырь стал ставропигиальным, то есть перешёл под непосредственное подчинение Синоду. В монастыре имелась обширная библиотека, а к XX веку появилась и собственная гидроэлектростанция.
В XVI—XVII веках монастырь выдержал несколько нападений шведов (в 1571, 1582 и 1611). Позднее, в 1854 году, монастырь был обстрелян английскими паровыми 60-пушечными фрегатами «Бриск» и «Миранда». После девятичасовой канонады, не приведшей к сколько-нибудь серьёзным разрушениям (что отчасти объясняется прочностью стен и дальностью, с которой приходилось вести обстрел — бухта Благополучия имеет сложный и опасный рельеф дна), англичане вынуждены были оставить монастырь в покое.
Монастырь в 1915 году на фотографиях Сергея Прокудина-Горского.
| |  |                                  |  |                                          |  |                                                       |
| Слева направо: Успенский собор, колокольня, Никольская церковь, часть купола Троицкого собора, Святые ворота с Благовещенской церковью, Спасо-Преображенский собор |  | Вид Соловецкого монастыря с суши |  | Вид на Соловецкий монастырь из гостиницы |  | Угловая башня Троицкого собора в Соловецком монастыре |

### Монастырская тюрьма

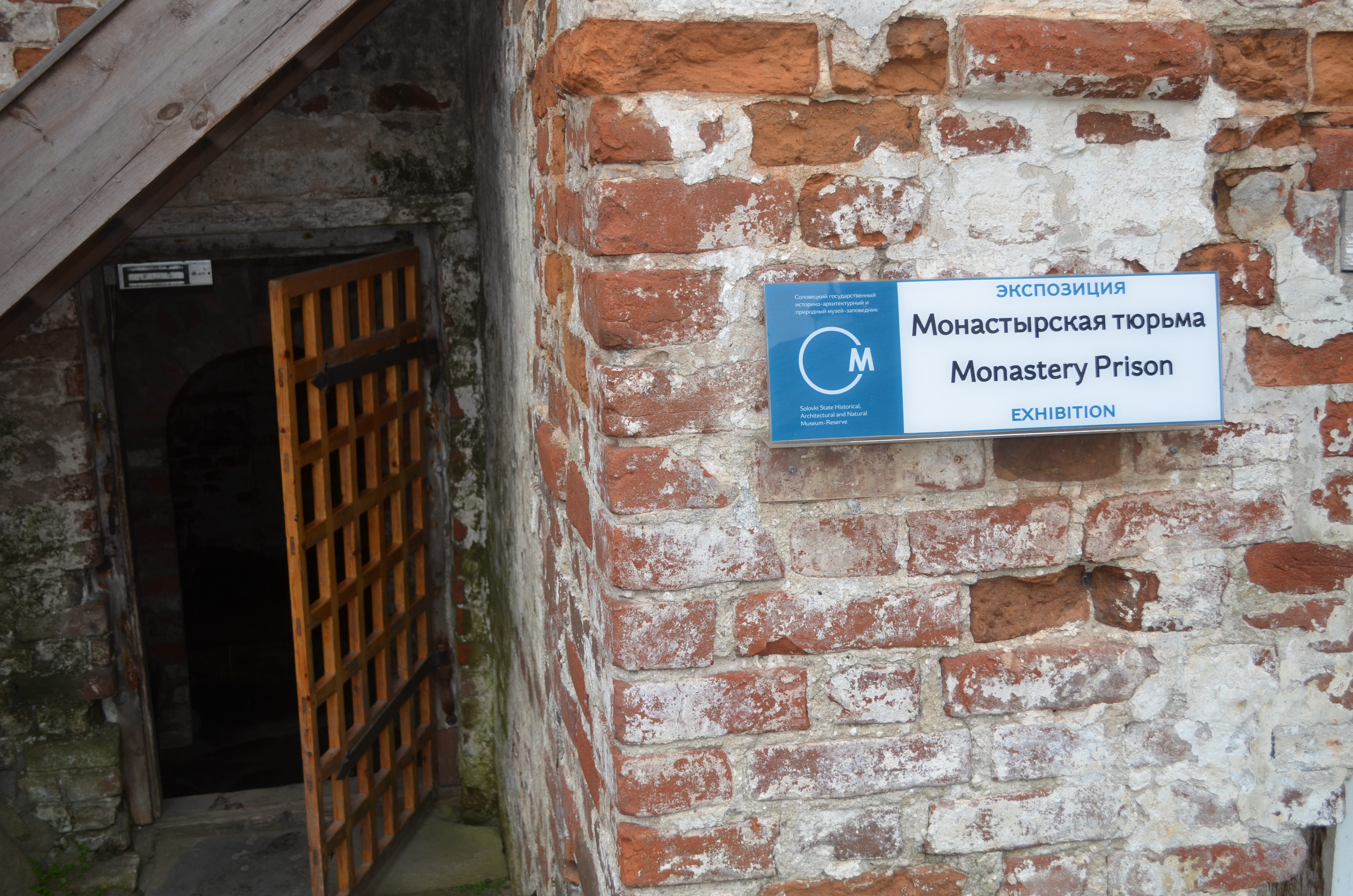
Вход в тюрьму. Современный вид

С XVI и до начала XX века монастырь также служил политической и церковной тюрьмой. Камеры в монастырских башнях и стенах этого монастыря имели форму усечённого конуса длиной около трёх метров, шириной и высотой по два метра, в узком конце — один метр. По разным подсчётам, со времён Иоанна Грозного до 1883 года через тюрьму Соловецкого монастыря прошли от 500 до 550 узников, среди которых такие заметные личности, как Пётр Толстой, Василий Долгоруков, Пётр Калнышевский, Фёдор Шаховской.
Соловецкая тюрьма существовала до 1883 года, когда из неё были выведены последние узники, но караульные солдаты содержались в ней до 1886 года. После официального закрытия тюрьмы Соловецкий монастырь продолжал служить местом ссылки для провинившихся служителей церкви.

### Соловецкая биостанция
В 1881 году настоятель монастыря архимандрит Мелетий (Шергин), отличавшийся интересом к природе и наукам, вместе с профессором Санкт-Петербургского университета Николаем Вагнером создал при монастыре биологическую станцию с огромной по тем временам аквариальной залой и оснащённой по последнему слову техники гидробиологической лабораторией. Кроме биостанции, Мелетий создал при монастыре метеорологическую станцию и геофизическую обсерваторию. Соловецкая биостанция просуществовала до 1899 года.
В 1996 году был создан Соловецкий филиал Беломорской биологической станции МГУ.

### Советский период
В 1920 году монастырь был окончательно ликвидирован: приказ о ликвидации отдал М. С. Кедров. Культурные ценности монастыря и большие запасы продовольствия были реквизированы.
В 1920 году на территории монастыря располагается лагерь принудительных работ, который вместе с конвоем насчитывал 350 человек. В 1923 году был учреждён Соловецкий лагерь особого назначения (СЛОН), преобразованный позднее в 1937 году в Соловецкую тюрьму особого назначения — СТОН, расформированную в 1939. Значительную часть заключённых составляли т. н. «политические» — духовенство, офицеры белого движения, эсеры, интеллигенция.
С 1942 года по октябрь 1945 года в монастыре в течение 3 лет базировалась часть Соловецкой школы юнг, при учебном отряде Северного Флота, готовившихся к боевым действиям, открыта 25 мая 1942 года по приказу наркома ВМФ СССР Николая Кузнецова.
В 1967 году создан Соловецкий музей-заповедник, реорганизованный в 1974 году в Соловецкий государственный историко-архитектурный и природный музей-заповедник, продолжающий существовать и по возобновлении монашеской общины. В этом же году на Соловки отправился первый студенческий реставрационный стройотряд физического факультета МГУ им. М. В. Ломоносова, продолжающий работать более полувека.

### Возобновление церковной и монашеской жизни

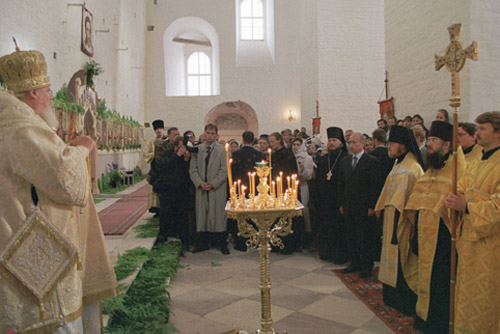
Визит В. В. Путина на Соловки 20 августа 2001 года

В декабре 1988 года был создан церковный приход, куда был назначен иеромонах Герман (Чеботарь). 4 июля 1989 года он освятил находящуюся за монастырской оградой часовню святителя Филиппа — первый возрождённый храм Соловков.
25 октября 1990 года Священный Синод благословил открытие Спасо-Преображенского ставропигиального мужского монастыря; исполняющим обязанности наместника был назначен игумен Герман (Чеботарь). Осенью того же года появились первые послушники.
Указом от 9 февраля 1992 года Патриарха Алексия II наместником монастыря был назначен игумен (ныне архимандрит) Иосиф (Братищев). Поставление во игумена в домовом храме обители совершил епископ Владимирский и Суздальский Евлогий.
19—21 августа 1992 года мощи преподобных Зосимы, Савватия и Германа, соловецких чудотворцев, были перенесены из Санкт-Петербурга в обитель. Торжества возглавлял Патриарх Алексий II; 22 августа (по новому стилю) стало праздноваться как Собор Соловецких святых.
22 августа 1992 года Патриарх освятил надвратную церковь Благовещения Пресвятой Богородицы, где были поставлены мощи Соловецких чудотворцев. По благословению Патриарха Алексия II, с 1993 года установлено празднование Второго перенесения святых мощей преподобных Зосимы, Савватия и Германа 8 (21) августа, а на следующий день, 9 (22) августа, совершается память Собора Соловецких святых.

### Археологические раскопки и новое строительство
В 1997—2003 годах на территории монастыря были произведены археологические раскопки с целью обнаружения могил святых Савватия, Германа и архиепископа Вологодского Маркелла — его белокаменное надгробие было случайно обнаружено у крепостной стены к северу от Архангельской башни. В 2002 году было обнаружено разбитое захоронение и часть мощей преподобного Германа, в следующем году было найдено нетронутое захоронение Маркелла. Было установлено, что деревянная гробница 1545 года преподобного Савватия с 1622 года стала именоваться гробницей Германа. В 1663 году на её месте началось строительство большой деревянной часовни преподобного Германа, которая в 1753 году перестроена в каменную часовню, а в 1859 году на этом месте была возведена каменная церковь.
«Маркелл был погребён в деревянном саркофаге с крышкой, обшитой сверху берестой и пробитой по краям мелкими железными гвоздиками. Одеяние составляла фелонь и омофор златотканого шитья. На голове был расшитый златотканый клобук с изображением на лбу Спасителя с нимбом и херувимов на висках с надписью: „Херувим“. На груди лежала панагия из двух деревянных резных пластин, обрамлённых серебряной узорчатой рамкой. На животе — медная пряжка с остатками ремня. В ногах — кожаные сандалии».
Музейное собрание в 2015 году пополнилось 877 предметами, в основной фонд музея поступили 64 единицы, 37 из которых — предметы коллекции печной рельефной полихромной керамики, с изображением лошадей и растительных орнаментов. В 2016 году музейное собрание пополнилось 1783 предметами, из которых в основной фонд музея поступили 63 единицы.
В ноябре 2007 года министр культуры России Михаил Швыдкой заявил, что принято решение о полном выводе музея из стен монастыря. Музейный комплекс длиной 65 м по фасаду и более 10 м высотой планируется строить прямо под стенами обители. Общая стоимость строительства превышает 700 млн рублей. После протестов экспертов осенью 2015 года строительство было приостановлено с намерением понизить его высоту на один этаж. Директор департамента по охране культурного наследия Министерства культуры признал весь этот проект ошибкой.
Вместе с тем появились сообщения о том, что в непосредственной близости от монастыря власти решили строить новое здание аэропорта. В 2015 году миссия экспертов ЮНЕСКО, побывавшая в монастыре, заявила, что «непрекращающаяся урбанизация представляет собой серьёзную угрозу» для целостности архитектурного ансамбля. В 2016 году на сессии Всемирного наследия ЮНЕСКО не стало включать монастырь в список Всемирного наследия под угрозой, но призвало перенести строительство музейных зданий и аэропорта в более подходящее место.

## Игумены, архимандриты, наместники и настоятели Соловецкого монастыря
Игумены
- ок. 1436 — 17 апреля 1478 — Зосима
- упом. 1479 — Арсений
- упом. 1484 — Исаия
- начало XVI века — Досифей
- настоятельствовал 7 лет — Евфимий
- до 1520 — Пимен (Ходыкин)
- 21 мая 1522—1525 — Вассиан (Топорков)
- 1546—1566 — Филипп (Колычёв)
- Паисий
- 1571—1581 — Варлаам
- 1581—1597 — Иаков
- 1597—1603 — Исидор
- 1605—1612 — Антоний
- 1614—1626 — Иринарх
- 1626—1632 — Макарий
- 1632—1636 — Рафаил
- 1636—1638 — Варфоломей (Коноплёв)
- 1639 — ? — Маркелл
- упом. 1645—1651 — Илия (Пестриков)

Архимандриты
- Фирсов — Илия (Пестриков) (1651—1659[26][27])
- 1659—1666 — Варфоломей[27]
- архимандрит соловецкого монастыря — Иосиф (1666—1672)[28]
- 1676—1680 — Макарий
- упом. 1680 — 9 января 1687 — Иларион (Смирнов)
- 1689—1717 — Фирс (Шарапов)
- 1720—1740 — Варсонофий (Щеныков)
- Дроздовский — Геннадий (Дроздовский) (1741—1761[29])
- 1761—1777 — Досифей
- 1777—1793 — Иероним
- Ионин — Герасим (Ионин) (1793—1796)[30]
- 1796—1805[31] — Иона
- 1805 — Тимофей (Самбикин)
- Конаныкин — Иларион (Конаныкин) (8 сентября 1806 — 4 июня 1813[32])
- 1813—1819 — Паисий[33]
- 1819 — †22 ноября 1824 — Макарий — автор «Описания ставропигиального Соловецкого монастыря»[34]
- 4 апреля 1826 — 8 марта 1836 — Досифей (Немчинов)
- Иродионов — Иларий (Иродионов) (8 марта 1836 — 23 июля 1842)[35]
- 1842 — †22 августа 1852 — Димитрий
- 25 июля 1853 — 17 ноября 1857 — Александр (Павлович)
- 5 октября 1857 — 24 августа 1859 — Мелхиседек (Прудников)[36]
- 1859 — †25 июня 1865 — Порфирий (Карабиневич)
- Комаровский — Феофан (Комаровский) (26 сентября (2 сентября) 1865 — 21 августа 1871[37])
- 20 августа 1871 — 8 июня 1878 — Феодосий (Рождественский)
- 27 апреля 1879 — 5 апреля 1891 — Мелетий (Шергин)
- 31 октября 1891 — 19 декабря 1894 — Варлаам (Горбачёв)
- 23 июня 1895 — 4 августа 1917 — Иоанникий (Юсов)
- 1918—1922 — Вениамин (Кононов)

Наместники
- 25 октября 1990—1992 — Герман (Чеботарь) игум., и/о
- 9 февраля 1992 — 10 октября 2009 — Иосиф (Братищев) игум., архим.
- зима 2006 — 10 октября 2009 — Мефодий (Морозов) архим., и/о
- с 10 октября 2009 — Порфирий (Шутов) епископ.

## Архитектурно-художественные памятники

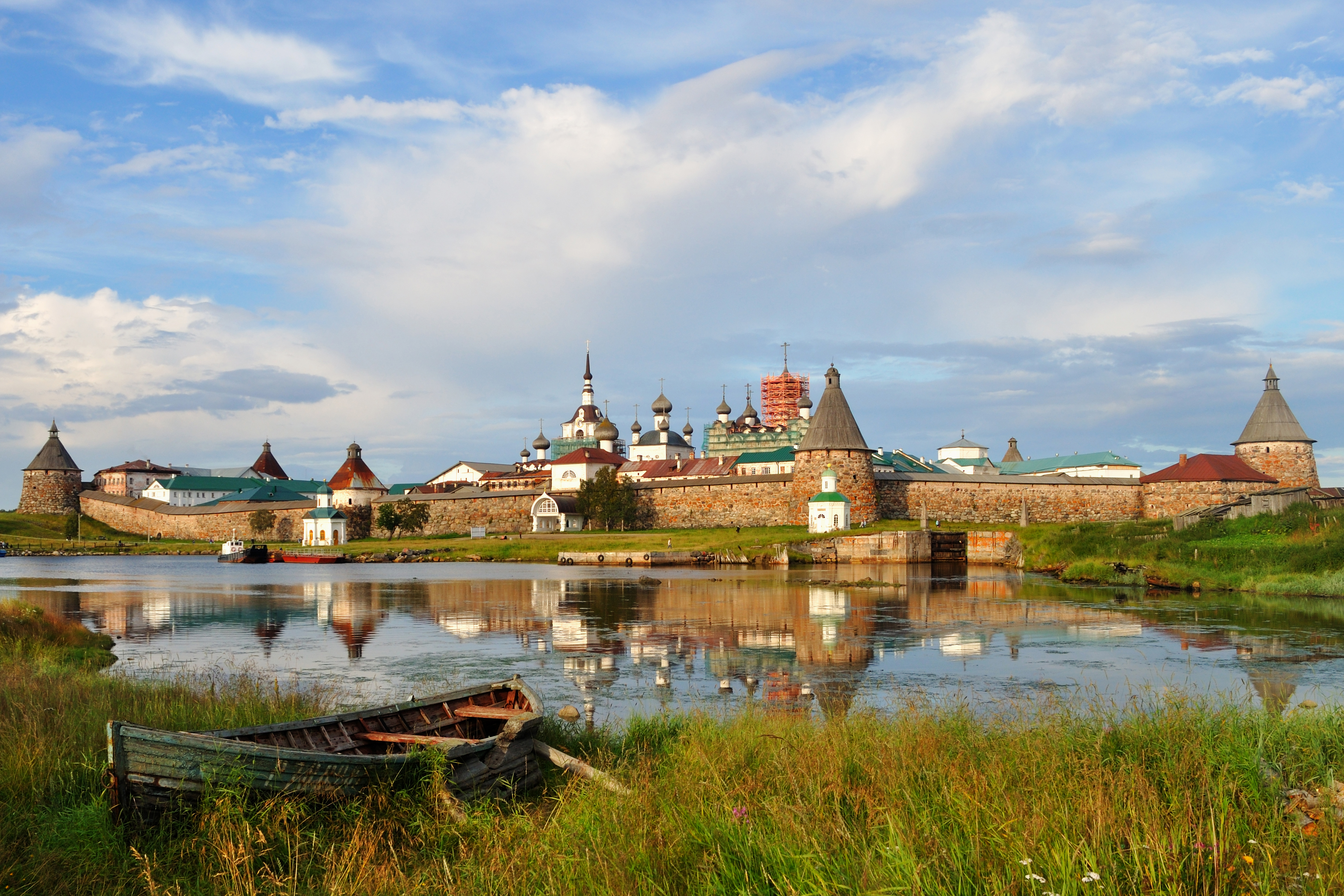
Слева направо: Преображенский собор, Никольский собор, колокольня, Успенская церковь

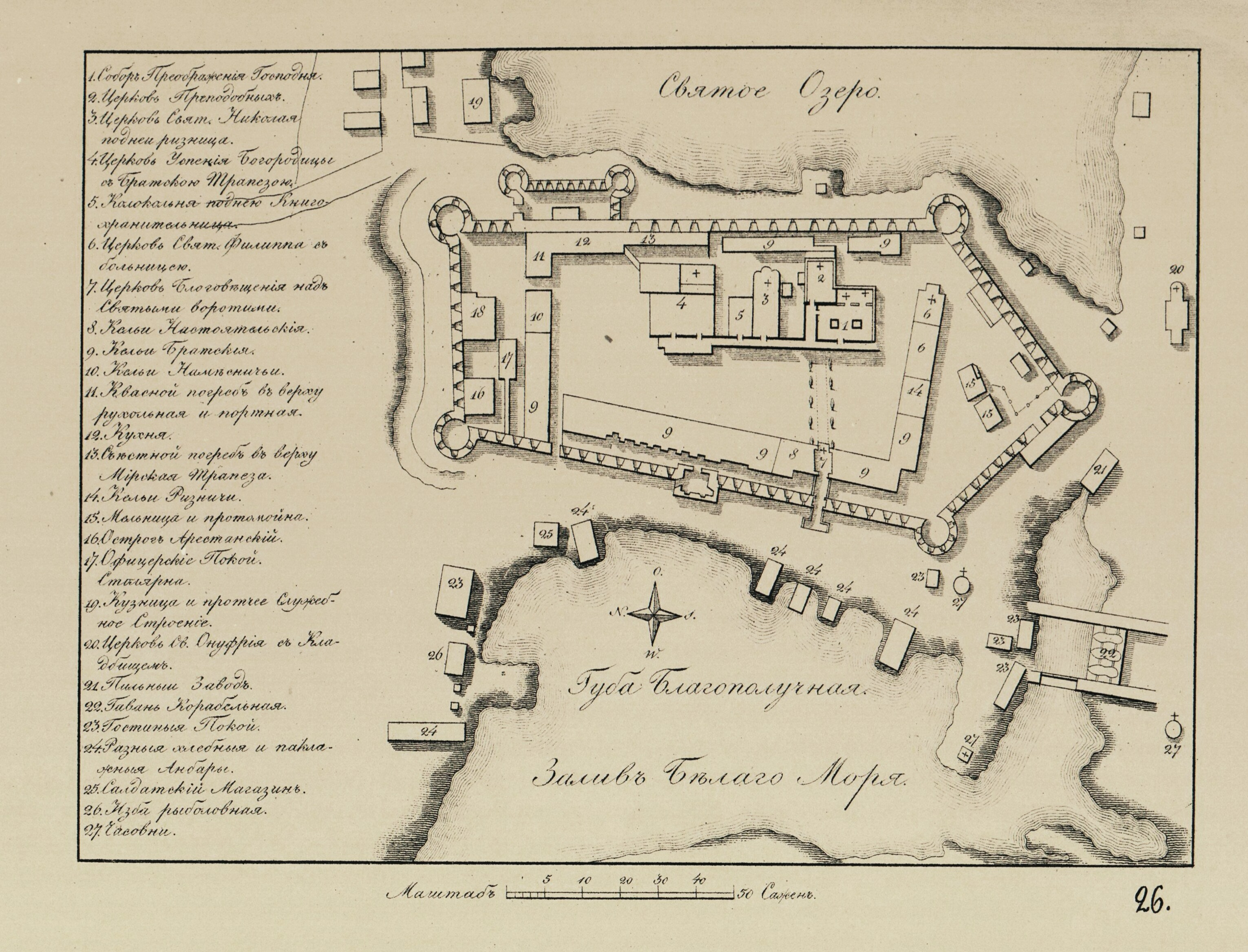
План Соловецкого монастыря в 1849 году

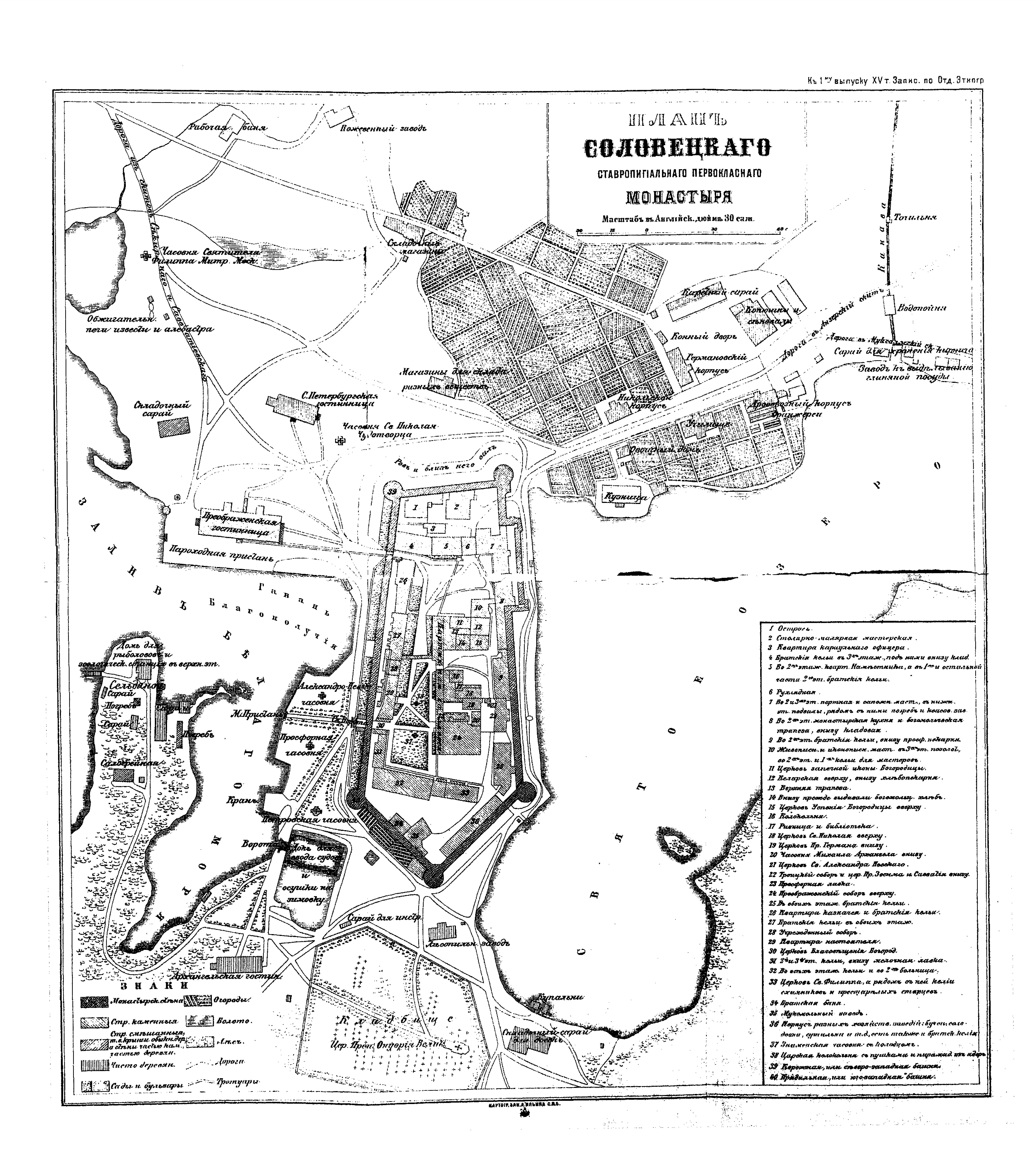
План Соловецкого монастыря в конце XIX века

План Соловецкого монастыря, 1899 год

Постройки монастыря разбросаны по четырём островам Соловецкого архипелага. Архитектурный ансамбль собственно Соловецкого монастыря расположен на берегу бухты Благополучия Большого Соловецкого острова.
Пятиугольная территория монастыря окружена массивными стенами (высота — от 8 до 11 м, толщина — от 4 до 6 м) с семью воротами и восемью башнями, построенными в 1584—1594 годах зодчим Трифоном. Стены сооружены из огромных камней размером до 5 м, их протяжённость 1084 м.
В монастыре находились 24 каменных корпуса, кроме того, поблизости находились каменные часовни, водяная мельница, а в 1777 году была построена колокольня высотой в 20 сажень (42,6 м). К первой половине XIX столетия были построены шесть церквей и четыре часовни, в том числе трёхглавый Успенский собор с огромной трапезной (475 м²) и келарской палатами, а также двухстолпный пятиглавый Преображенский собор на высоком подклете, с пирамидально скошенными стенами, от которых должны были рикошетировать вражеские ядра.
- Собор Преображения Господня — деревянный с 1438 года, каменный c 1558—1566 годов.
- Собор Успения Богородицы — каменный с 1552—1557 годов.
- Церковь Николая Чудотворца — сначала деревянная, каменная возведена около 1590 года. Перестроена в 1880—1884 годах.
- Церковь Благовещения Богородицы — заложена в 1596—1601 годах. В 1745 году восстанавливалась после пожара.
- Церковь митрополита Филиппа — построена в 1687 году, потом перестроена в 1798 году.
- Церковь Онуфрия Великого — деревянная с 1666 года, построена на кладбище. Перестроена в камне в 1886 году и разрушена в 1930-е.
- Троицкий Зосимо-Савватиевский собор — возведён в 1858 году.
- Церковь преподобного Германа — церковь возведена к 1859 году на месте каменной часовни 1753 года преподобного Германа. Церковь была разорена к 1925 году. Восстановлена и освящена 12 августа 2024 года[39].
- Часовня Константина и Елены — каменная часовня построена в 1840 году в память посещения монастыря великим князем Константином Николаевичем.
- Часовня Усекновения главы Иоанна Предтечи (Таборская часовня) — построена в 1854 году у места, где находился лагерь стрельцов, осаждавших монастырь.
- Часовня Петра и Павла — построена в 1855 году, в память посещения монастыря Петром I.
- Часовня Александра Невского — каменная часовня возведена в 1858 году в память посещения монастыря Александром II[40][41].

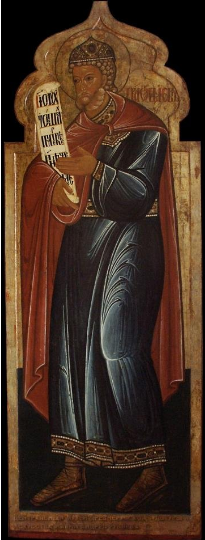
Иов. Икона из праотеческого чина главного иконостаса Спасо-Преображенского собора (ныне в собрании Музея имени Андрея Рублёва). Первая треть XVII века

Оба собора относятся ко временам наиболее известного игумена монастыря Филиппа (Колычёва). Они имеют облик суровый, почти крепостной. Толщина стен Преображенского собора достигает 5 м, а его угловые приделы напоминают крепостные башни. Архитектурное решение собора уникально: угловые главы размещены над верхними приделами, которые поставлены на сводах и соединены друг с другом переходами. Предполагая некогда существование шатрового завершения, Михаил Ильин относит соловецкий собор к «башенно-шатровым памятникам Грозного», тогда как Андрей Баталов полагает, что в архитектуре собора воплотилась та же грозненская идея многопрестольности, что породила собор Василия Блаженного.
Первоначальный трёхрядный иконостас Преображенского собора, как предполагается, состоял из 20 досок и был вывезен из обители старообрядцами после «соловецкого сидения». В 2001 году житель Вильнюса объявил, что является обладателем семи досок иконостаса и назначил за них цену 1700 тыс. евро; тогда же иконы были выставлены на обозрение в Гронингене. В 2005 году министр культуры России Александр Соколов, рассмотрев вопрос о приобретении иконостаса, объявил, что государство в покупке реликвии не заинтересовано, так как памятник, по заключению реставраторов, «не подлинный». В 2007 году сообщалось, что подлинность иконостаса была подтверждена неназванными экспертами.
В 1923 году на монастырской колокольне произошёл большой пожар, некоторые колокола даже оплавились. Сгорел длинный шпиль колокольни. Администрация лагерей вместо сброшенного креста над куполом колокольни установила сваренную из металлических конструкций звезду. В 1985 году звезда была снята и теперь хранится в Соловецком музее. В 2003 году началась полномасштабная реконструкция шпиля колокольни. В 2006 году реставрация верхней части колокольни была завершена. С полностью восстановленного шпиля были сняты леса и водружён новый 4-метровый титановый крест.
Перед монастырём сохранились две часовни, Александровская и Петровская, установленные в середине XIX века в память о посещении обители царями Петром I и Александром II. При входе в монастырь на стене имеется весьма редкий для православной традиции элемент оформления — солнечные часы.

## Скиты, пустыни, подворья

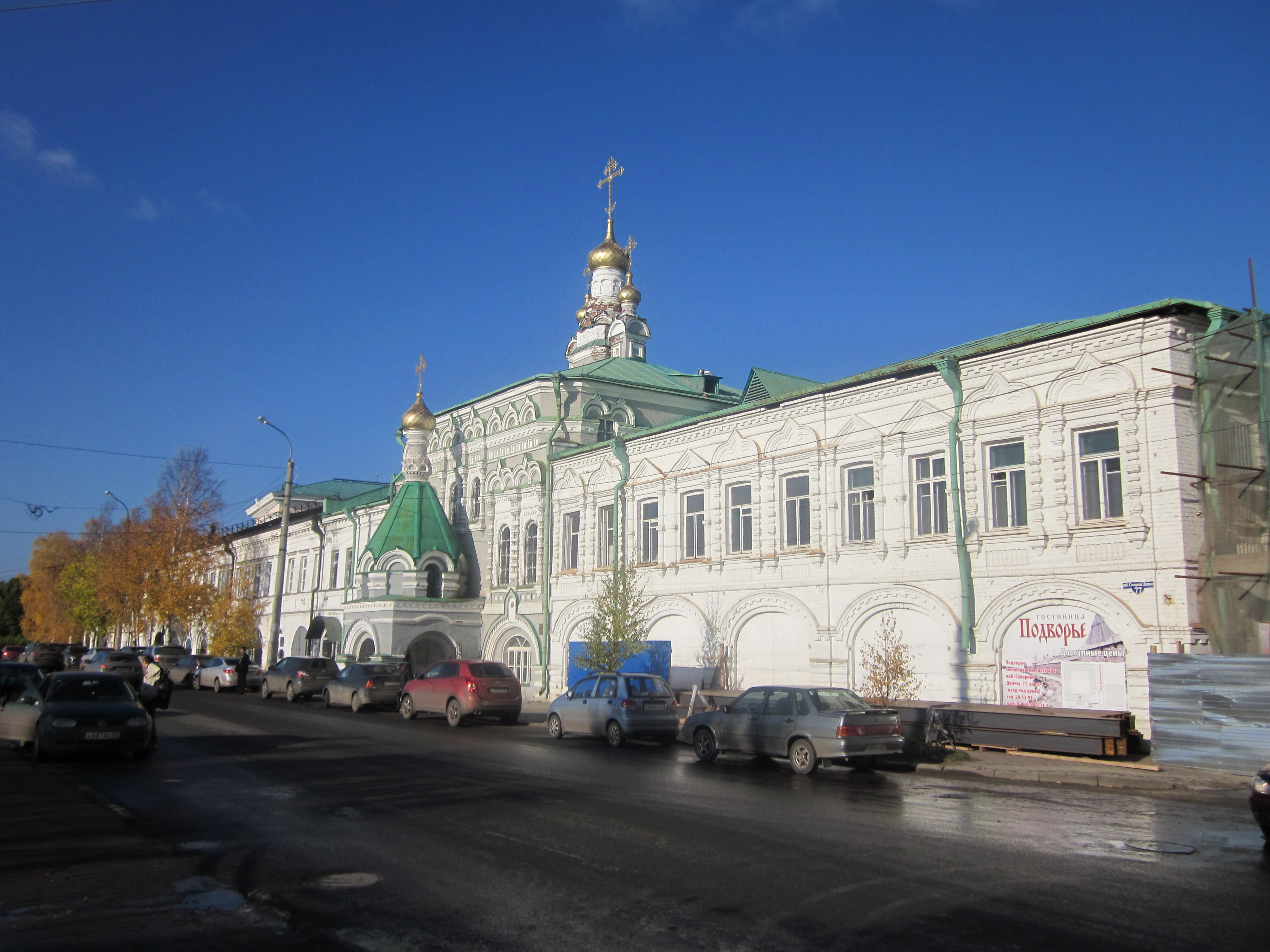
Главный корпус Соловецкого подворья в Архангельске с церковью преподобных Зосимы, Савватия и Германа.

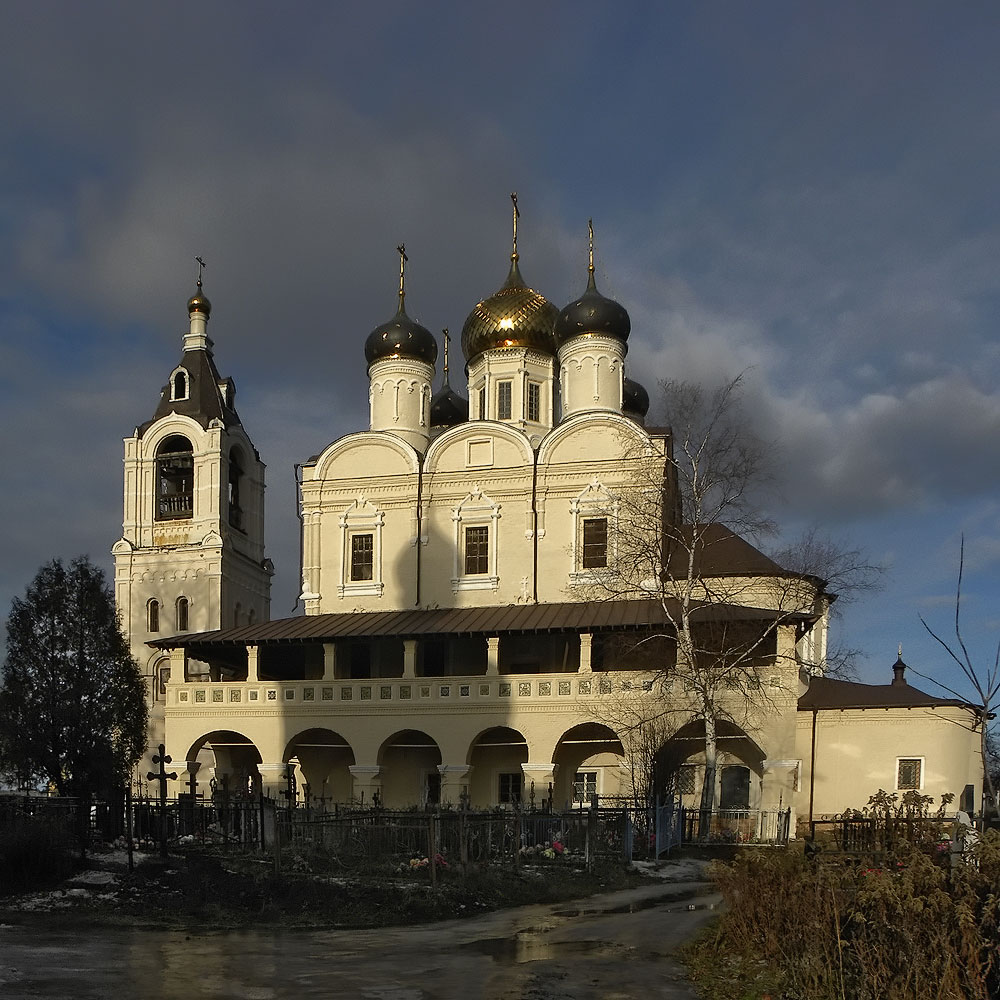
Троицкий собор в Соловецкой Марчуговской Пустыни.

Помимо собственно монастыря, существует (существовали) несколько скитов, пустыней, подворий, приписанных к Соловецкой обители, находящихся как на самих Соловецких островах, так и вне их.
- Большой Соловецкий остров:
  - Вознесенский скит
  - Исааковская пустынь
  - Макариевская пустынь
  - Савватиевский скит
  - Старая Сосновая пустынь
  - Филипповская пустынь
- Анзерский остров:
  - Голгофо-Распятский скит
  - Елеазарова пустынь
  - Троицкий Анзерский скит
- Большая Муксалма:
  - Сергиевский скит
- Большой Заяцкий остров:
  - Андреевский скит
- Другие
  - Железная пустынь — железоделательный оружейный завод, принадлежащий монастырю, действовавший в XVI—XVIII веках в Корельском уезде, основанный по указанию игумена Соловецкого монастыря Филиппа.
  - Николаевский скит — скит Соловецкого монастыря, существовавший в начале XX века на острове Кондостров.
  - Ново-Соловецкая Марчуговская пустынь — мужской монастырь на берегу Москвы-реки в селе Фаустово Воскресенского района Московской области, на протяжении последних 300 с лишним лет приписан к Соловецкому монастырю.
  - Соловецкое подворье в Москве
  - Соловецкое подворье в Архангельске
  - Соловецкое подворье в Кеми
  - Сумский острог — укреплённое поселение на Поморском берегу Белого моря, в XV—XVIII веках — владение Соловецкого монастыря.

## Поклонные кресты

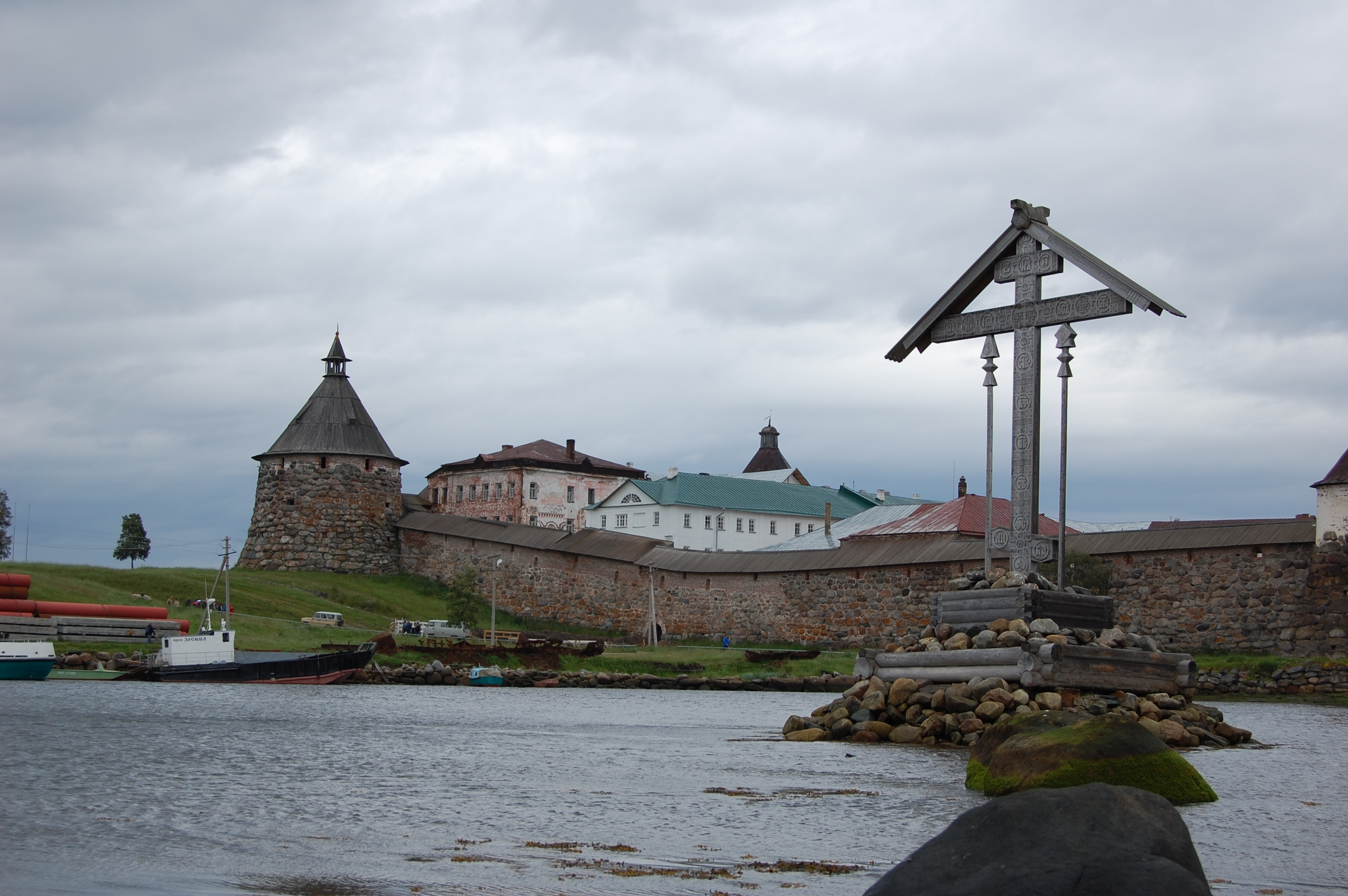
Поклонный крест, встречающий приезжающих на Соловки в гавани Благополучия.

Памятный крест, вырезанный насельником Свято-Вознесенского скита иноком Диодором в честь святых Антония и Феодосия, Печерских чудотворцев, установлен на Большом Соловецком острове в шести верстах от Соловецкого монастыря по дороге в Исаакиевский скит, на месте часовни в честь Антония и Феодосия, что была в числе утраченных в лагерное время. В этой маленькой деревянной часовенке, построенной в конце XVIII века, долгое время сохранялся резной крест работы XVII века.
Всего Соловецким монастырём в конце XX — начале XXI века установлено около 20 крестов. По словам наместника Спасо-Преображенского Соловецкого монастыря архимандрита Иосифа (Братищева), «кресты напоминают о былом величии обители, так как устанавливаются на месте утраченных храмов, часовен, памятных мест».
Также летом Товариществом северного мореходства в бухте Благополучия на каменной луде Сельдяного мыса установлен 8-метровый православный крест, существовавший ещё до 1917 года и служивший своеобразным маяком. Также по инициативе товарищества в 2002 году был установлен памятный крест на месте уничтоженной в 1930-е годы Варваринской часовни на Соловецких островах.
Летом 2007 года был организован речной крестный ход «Крёстный путь: Соловки — Бутово» с перенесением с Соловков в Бутово Большого Поклонного Креста, приуроченный к 70-летней годовщине начала массовых репрессий 1937—1938 гг.

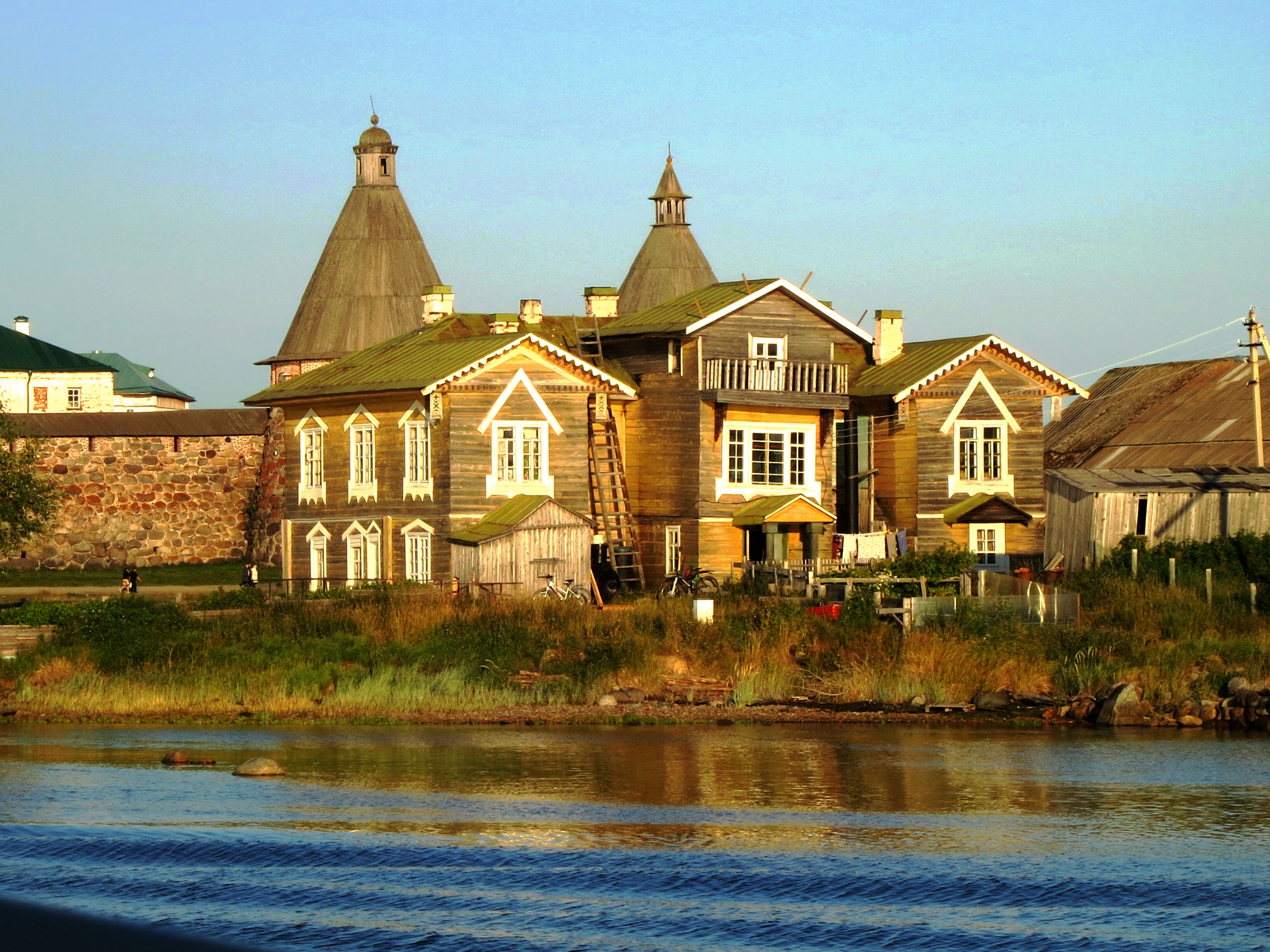
Бывшее здание биостанции, ныне — кресторезная мастерская
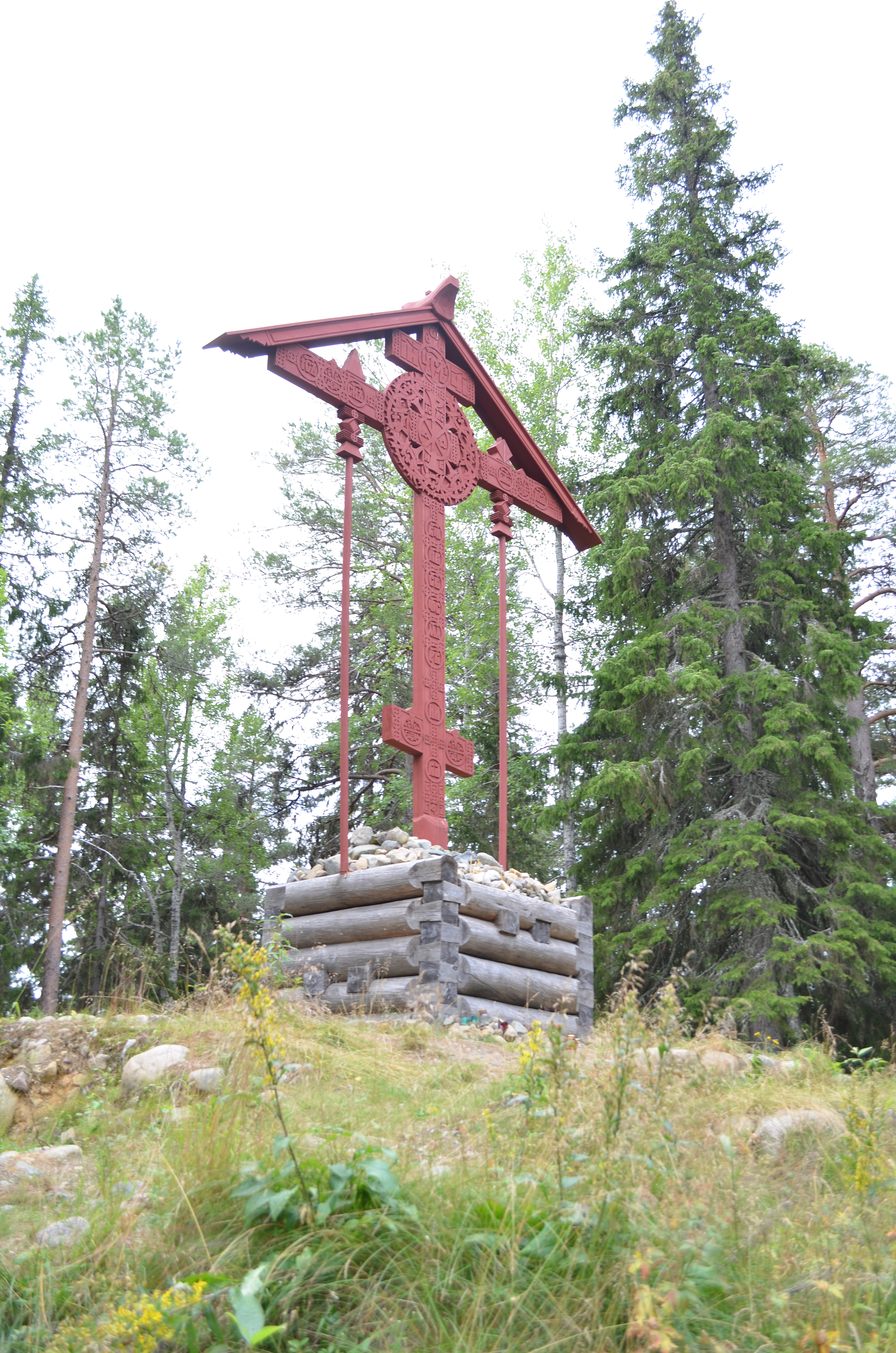
Поклонный крест на Секирной горе.
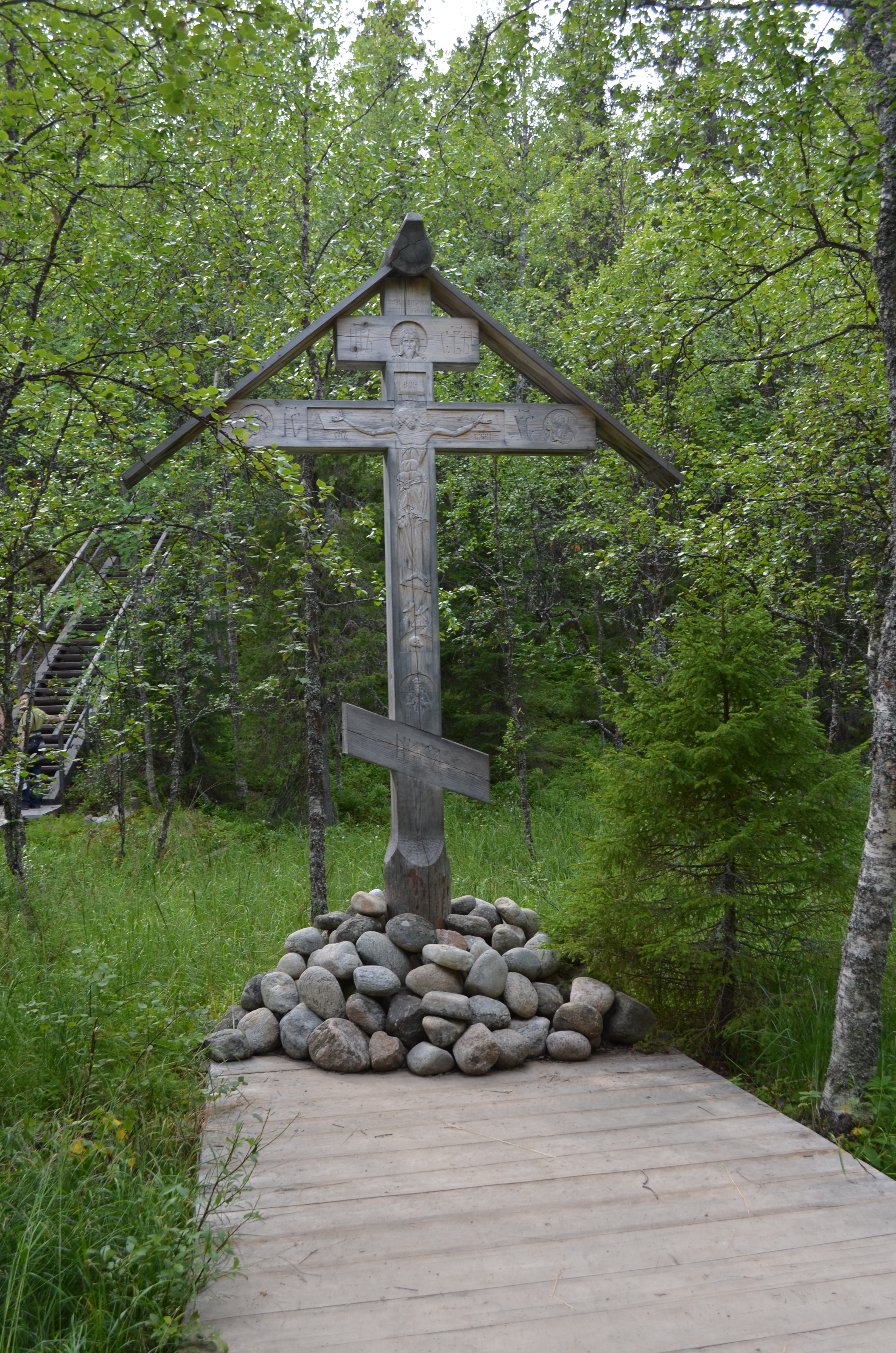
Поклонный крест на Анзерском острове.
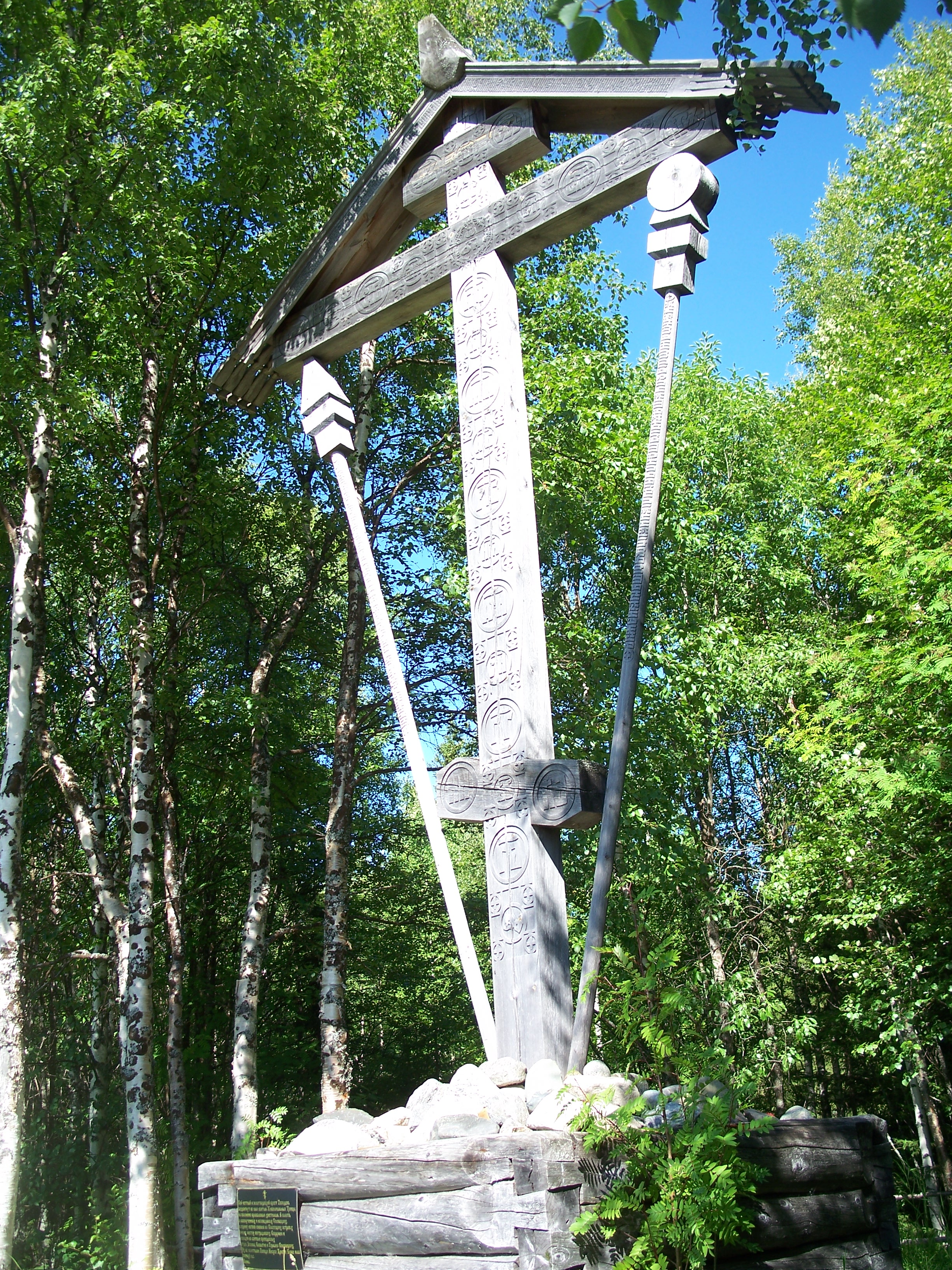
Крест Иисусовой (Филипповской) пустыни.
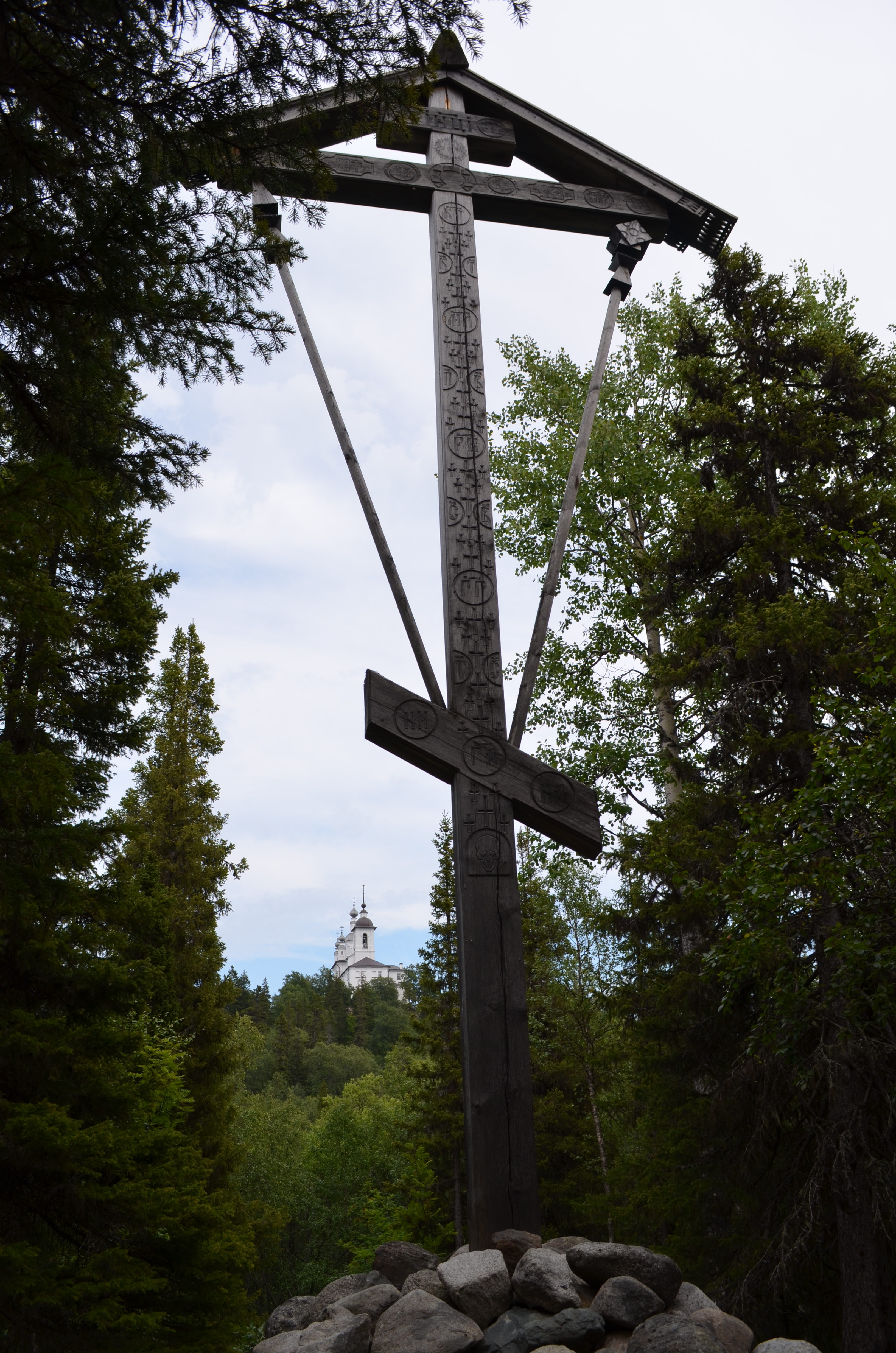
Крест Голгофо-Распятского скита.

## Монастырь в филателии, бонистике, нумизматике

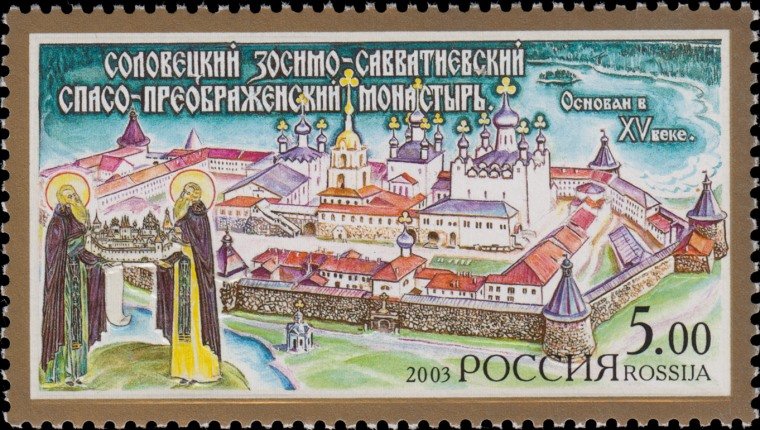
Почтовая марка России, 2003

На обороте российской купюры достоинством 500 рублей (модификации до 2010 года) изображался Соловецкий монастырь со стороны Святого озера. Вопреки существующему заблуждению, щипцовая кровля заменена «голландскими» скатными крышами до революции.
С 6 сентября 2011 года в России введена в обращение купюра модификации 2010 года, на реверсе которой изображение Соловецкого монастыря существенно изменено: удалено судно, которое ранее двигалось по Святому озеру (такого класса суда никогда не использовались монахами и местными жителями), а также изменён ракурс изображения монастыря, за основу взят современный вид сооружения.

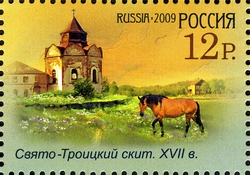
Свято-Троицкий скит на российской марке 2009 года.
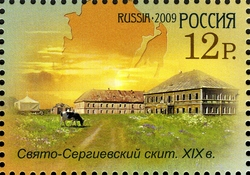
Свято-Сергиевский скит на российской марке 2009 года.
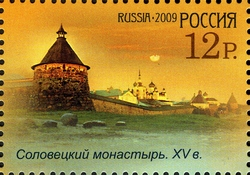
Соловецкий монастырь на российской марке 2009 года.
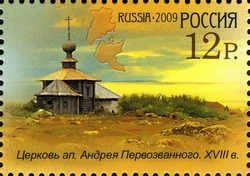
Церковь Андрея Первозванного на марке 2009 года.
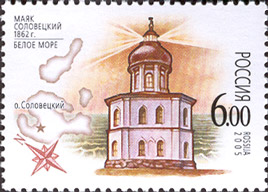
Вознесенская церковь-маяк на российской марке 2005 года.
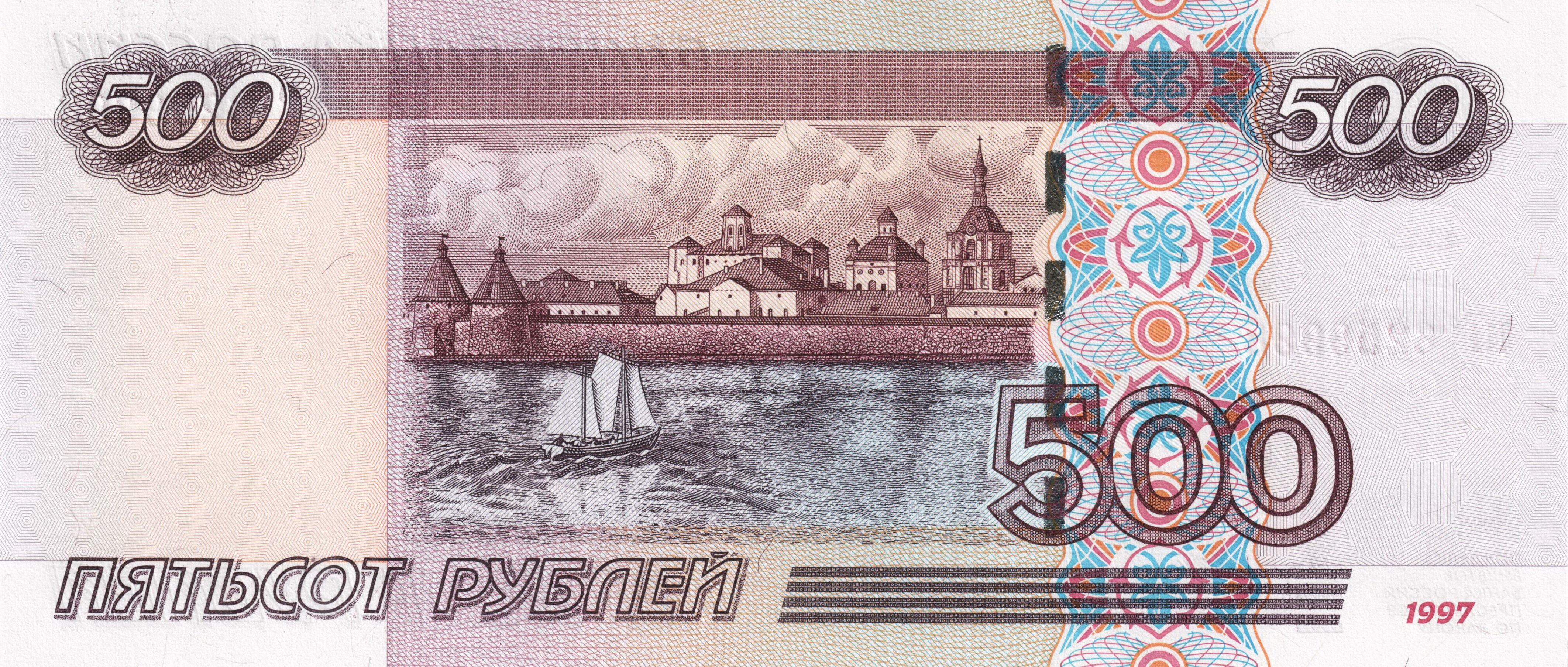
Оборотная сторона 500-рублёвой купюры (2004)
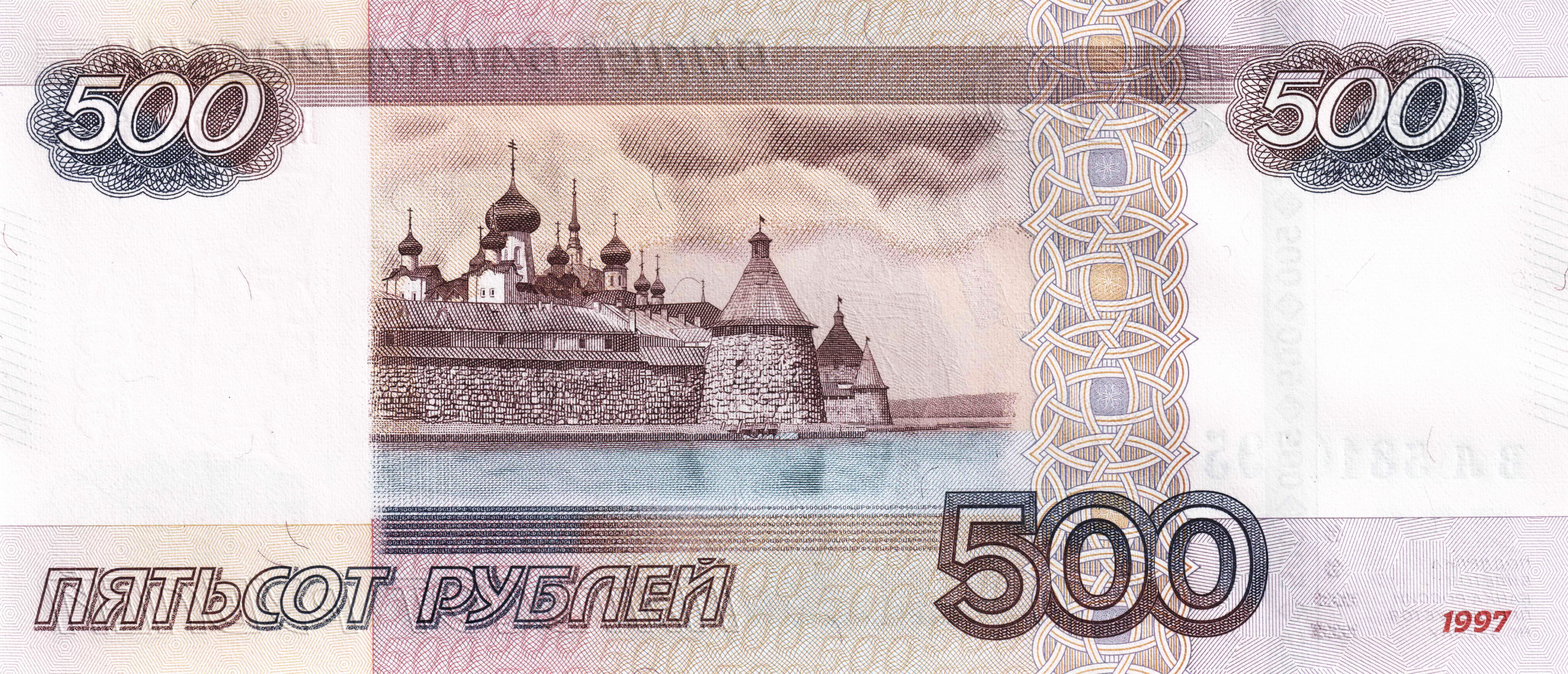
Оборотная сторона 500-рублёвой купюры (2010)
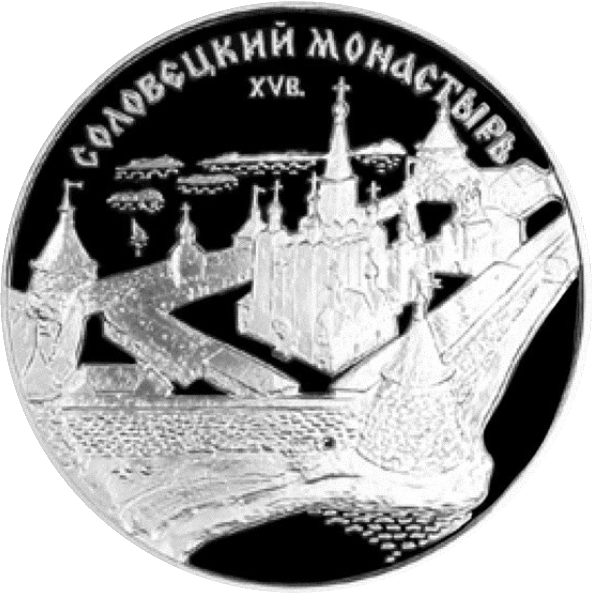
Монета Банка России 3 рубля, реверс

## Схема
1. Святые ворота
2. Успенская башня
3. Сельдяные ворота
4. Корожная башня
5. Никольская башня
6. Никольское ворота
7. Квасоваренная башня
8. Квасоваренное ворота
9. Поваренная башня
10. Поваренные ворота
11. Святоозерские ворота
12. Архангельская башня
13. Архангельские ворота
14. Белая башня
15. Сушило
16. Прядильная башня
17. Комплекс Успенской церкви с Трапезной палатой
18. Колокольня
19. Комплекс Никольской церкви с Ризницей
20. Свято-Троицкий Зосимо-Савватиевский собор
21. Спасо-Преображенский собор
22. Галерия
23. Надвратная Благовещенская церковь
24. Настоятельский корпус
25. Казначейский корпус
26. Наместнический корпус
27. Рухлядная палата
28. Поварни
29. Здание общей трапезы
30. Просфорный корпус
31. Новобратский корпус
32. Церковь св. Филиппа
33. Святительский корпус
34. Благовещенский корпус
35. Иконописная палата
36. Кожевенная кладовая
37. Портная палата
38. Пристенная застройка
39. Прачечный корпус
40. Мельница
41. Баня братская
42. Монастырская электростанция
43. Часовня Петра и Павла
44. Часовня Александра Невского
45. Часовня Константина
46. Преображенская гостиница